# 櫻井章喜
櫻井 章喜（さくらい あきよし、1969年9月4日 - ）は、日本の俳優である。長野県出身で、文学座に所属している。

## 出演作品

### テレビ
- 開幕ベルは華やかに
- 狩矢警部シリーズ5 京舞妓殺人事件
- ゴンゾウ 伝説の刑事（綿貫清）
- トップセールス（森達郎役）
- 相棒
  - season16 第15話（2018年） - 矢部要
  - season19 第11話（2021年1月1日） - 白波瀬所長
- 西村京太郎トラベルミステリー73 Final（2022年） - 橋詰宗則 役

### 映画
- DESTINY 鎌倉ものがたり（2017年12月9日） - 天頭鬼（体（着ぐるみ））役： （声の出演　古田新太）

### 劇場版アニメ
- ハウルの動く城
- 8月のシンフォニー -渋谷2002〜2003

### テレビアニメ
- おさるのジョージ

### 吹き替え
- ER XIV 緊急救命室 #17（コール〈アンドリュー・ホヴェルソン〉）
- 移動都市
- 犬とオオカミの時間
- ダイ・ハード4.0
- ダイヤモンド・イン・パラダイス（ローディ）
- デスパレートな妻たち6
- デジャヴ（ガナーズ）
- プロフェシー
- 名探偵モンク5,7

### ラジオドラマ
- NHK FMラジオドラマシアター
  - 『黄金仮面』
  - 『移動都市』

### CM
- サントリー『DAKARA』（余分3兄弟「脂肪」担当）

### 舞台
1997年
- 初舞台『あ!? それが問題だ』(文学座本公演)：サンシャイン劇場

1998年
- 『牛乳屋テヴィエ物語』(本公演)：東京芸術劇場

1999年
- 『花のかたち』(文学座アトリエ公演)

2000年
- 『DECIMA』(アトリエダンカン)長崎公演
- 『峠の雲』(本公演)：三越劇場

2001年
- 『近松心中物語』：近鉄劇場
- 『シンクロナイズド・ウェディング』：恵比寿エコー劇場

2002年
- 『ノーセンス』(遊◎機械オフィス）：全労済ホールスペース・ゼロ
- 『夢の淡雪・浪花弁天ものがたり』：中日劇場

2003年
- 『叱られ坊主』(岡部企画)：シアターサンモール
- 『リチャード三世』(本公演)：世田谷パブリックシアター
- 『法王庁の避妊法』(ホリプロ)：世田谷パブリックシアター

2004年
- 『透明人間の蒸気』：新国立劇場
- 『走れメルス』(NODAMAP)：シアターコクーン

2005年
- 『ピーターパン』(ホリプロ)：国際フォーラム
- 『偶然の音楽』(世田谷パブリック)：世田谷パブリックシアター

2006年
- 『ハゲレット』(Me&Her)：紀伊國屋ホール
- 『オトコとおとこ』(アトリエ)
- 『シラノ・ド・ベルジュラック』(本公演)：THEATRE1010

2007年
- 『三文オペラ』：世田谷パブリックシアター

2008年
- 『路上2』(ティーファクトリー)：SPACE雑遊
- 『偶然の音楽』：世田谷パブリックシアター

2009年
- 『ピランデッロのヘンリー四世』(まつもと市民芸術館)：シアタートラム
- 『かぐや姫』(本公演)：日生劇場
- 『平家女護ヶ島』(巣林舎)：紀伊國屋ホール
- 『崩れたバランス』(アトリエ)

2010年
- 『ダーウィンの城』(アトリエ)

2011年
- 『さよならまた逢う日まで』(WPC×ピウス)：恵比寿・エコー劇場
- 『にもかかわらずドン・キホーテ』(アトリエ)
- 『わらいのまち』（東宝セレソンDX）：シアタークリエ、地方巡演

2014年
- 『春のめざめ』(朗読劇)：天王洲 銀河劇場[2]

2021年
- 『蜘蛛女のキス』(東京芸術劇場プレイハウス、梅田芸術劇場シアター・ドラマシティ)

2024年
- 『エウリディケ』（世田谷パブリックシアター、梅田芸術劇場シアター・ドラマシティ） - 主演・エウリディケ 役[3]
- 『ハムレット』（彩の国さいたま芸術劇場 大ホール 他）[4]
- 『旅芸人の記録』（下北沢ザ・スズナリ、扇町ミュージアムキューブ）[5][6]

2025年
- 『焼肉ドラゴン』（新国立劇場・芸術の殿堂・J:COM北九州芸術劇場・オーバード・ホール）[7]